# Emerson Morocho
Emerson Stivens Morocho Zamora (Machala, Ecuador; 26 de enero de 1983) es un actor de teatro y televisión ecuatoriano, conocido por interpretar a la Srta. Laura, parodia de Laura Bozzo y de ser parte del elenco de Vivos. Fue locutor para el canal Teleamazonas desde el 2011 hasta el 2024 y actualmente es panelista en algunas estaciones de radio en Guayaquil.

## Biografía

### Vida personal
Emerson nación en Machala y fue criado por su bisabuela materna en extrema pobreza, en el sector de Nuevo Pilo, llegando a solo comer majado de guineo verde que desechaban las bananeras de Machala y huevo frito, junto a un agua de yerbaluisa o de canela y su vivienda tenía paredes de cartón prensado, material de sobra en las bananeras. Su madre lo abandonó dejándolo al cuidado de su abuela para viajar a España y su padre lo rechazó como un hijo no deseado, sin embargo se ha dado una oportunidad de recuperar el tiempo perdido con su madre al regresar a Ecuador en su adultez. En 2015 tuvo un hijo al que llamó Ángel y por el que se preocupa que nada le falte.

### Vida profesional
En Machala se inició como locutor de radio durante su adolescencia.
En 2001 en viajó a Guayaquil para trabajar en radio Tropicálida. También ha trabajado en radio Antena 3 y Canela, siendo parte en este último, del programa Radiación temprana.
Ha trabajado para varias producciones de David Reinoso, entre los cuales se encuentra el programa cómico Vivos, durante su transmisión en Teleamazonas, donde interpretó varios personajes entre los cuales está el novio de Escholita Solitaria, interpretada por Reinoso en parodia al personaje mediático de Estrellita Solitaria.
En el teatro a caracterizado varios personajes entre los cuales se encuentra la Srta. Laura, parodia de Laura Bozzo, la Vieja Lucha y la Chica de los Asaditos. Luego del nacimiento de su hijo Angelito, fue que surgió la idea del personaje de la Vieja Lucha, como homenaje a su bisabuela, actuando en escena con su hijo cuando él apenas tenía 3 meses de nacido y con el cual ha participado en varios shows de teatro. Con el personaje de la Srta. Laura, ha sido parte del programa de farándula de Teleamazonas, Jarabe de pico.
En julio de 2019, mientras regresaba de un show de teatro de Manabí a Guayaquil, junto a los actores David Reinoso y Catherine Velasteguí, sufrieron un accidente en la vía Ventanas - Puebloviejo, luego que el conductor que los trasladaba durante la madrugada, se estrellara con la parte trasera de un camión, quedando con heridas más grabes la actriz Velasteguí y el actor Reinoso, mientras que Emerson sufrió un rasguño en el brazo izquierdo y golpes en una pierna.
En octubre de 2019, presentó la obra de teatro El Chow Disnei, donde interpretó a la Chica de los Asaditos y al novio de Escholita Solitaria, interpretada por Reinoso, el cual también interpretó a Malcriadito y junto a Tomás Delgado quien interpretó a La Vecina, bajo la dirección de Jessica Páez.

## Filmografía

### Series y Telenovelas
- (2019) Calle amores - Señorita Laura / Señora Lucha
- (2017) solteros sin compromiso - doble de Sebastián
- (2011) UHF - Varios personajes
- (2011) La Tremebunda Corte - El Señor Juez / La Señora Jueza - La Hermana del Juez
- (2010-2011) La pareja feliz - Gregorio "Goyito" y Doña Justina
- (2009-2015) Vivos - Varios personajes (novio de escholita - parodia de Jonathan Estrada - Lucio Gutiérrez - lupita de mis adorables entenados) entre otros
- (2008-2009) Infiltrados - David Cargoso (parodia de David Reinoso)
- Anchor de jarabe pico (programa de farándula) como Srta Laura

### Programas
- (2013-2018) Jarabe de Pico - Presentador interpretó a la Señorita Laura

### Teatro
- El Chow Disnei
- Show de Srta Laura (con llenos totales )
- La vieja lucha
- la chica de los asaditos

### Radio
- Radiación temprana